# Leptostylochus elongatus
Leptostylochus elongatus är en plattmaskart som beskrevs av Bock 1925. Leptostylochus elongatus ingår i släktet Leptostylochus och familjen Stylochidae. Inga underarter finns listade i Catalogue of Life.